# Il cavaliere elettrico
Il cavaliere elettrico (The Electric Horseman) è un film del 1979 diretto da Sydney Pollack e interpretato da Robert Redford e Jane Fonda.
Nel 1980 ottenne una candidatura al Premio Oscar per il miglior sonoro.

## Trama
Sonny Steele è un cowboy con alle spalle anni di rodeo su cavalli e tori e numerose cadute e ossa rotte, per cinque volte vincitore del titolo di campione del mondo della specialità. Divenuto un beniamino del pubblico, è stato ingaggiato dalla ditta di cereali AMPCO, che pagandolo profumatamente lo fa esibire in carnevalate dove deve reclamizzare il "Ranch Breakfast" con una divisa piena di luci sfavillanti. Nonostante la bella villa a Malibu Beach e la distratta assistenza degli amici Wendell e Leroy, Sonny si sente sempre più spaesato e arriva agli spettacoli in ritardo, quasi sempre sbronzo.
Un giorno viene incaricato di esibirsi a Las Vegas con Rising Star, uno splendido purosangue del valore di 12 milioni di dollari. Ma l'esperto cowboy scopre subito che lo stallone viene regolarmente imbottito di antidolorifici e tranquillanti il cui effetto potrebbe averlo reso per sempre sterile. Sonny decide quindi di "rapire" il cavallo prima dell'esibizione, attraversa il palcoscenico del Caesars Palace e dopo essere uscito dall'edificio si dirige sulla Las Vegas Strip verso le praterie dello Utah dove lui stesso ha trascorso l'infanzia. Sulle sue tracce si mette la caparbia giornalista televisiva Hallie Martin, che dopo aver appreso da Sonny del suo progetto di dare la libertà a Rising Star finisce per innamorarsi di lui.
Il terzetto elude i blocchi stradali della polizia, gli elicotteri e le affannose ricerche degli uomini della AMPCO. Grazie alle notizie diffuse dai media l'opinione pubblica si schiera dalla parte dei fuggitivi ma la vicenda porta anche al raddoppio del consumo dei cereali che recano l'immagine di Sonny. Lo stallone riesce infine a ritrovare la libertà nelle praterie dello Utah e le denunce della ditta di cereali vengono ritirate. Hallie racconta l'avventura davanti alle telecamere e Sonny si allontana in direzione delle regioni non ancora contaminate dal consumismo.

## Produzione
Abbandonata l'idea di adattare per lo schermo A Place to Come to di Robert Penn Warren a causa di difficoltà sopraggiunte all'ultimo momento, per la loro quinta collaborazione Pollack e Redford decisero di riconsiderare un racconto di Shelly Burton che avevano scartato nel 1973 intitolato The Electric Horseman, incentrato sulla figura di un cow boy da rodeo che si ribella dopo essere finito a fare pubblicità per una grande ditta di cereali.
Il cavaliere elettrico fu concepito da Pollack come «un omaggio allo spirito, l'ottimismo, anche il patriottismo dei film degli anni trenta e quaranta... il cinema di Frank Capra insomma».
Secondo le note di produzione, il supervisore del bestiame Kenneth Lee trascorse sei mesi alla ricerca del cavallo ideale per "interpretare" Rising Star. Fu in una scuola di dressage nella San Fernando Valley che alla fine individuò un purosangue di cinque anni di nome Let's Merge, che risultò avere la velocità, l'intelligenza e in particolare la tranquillità richiesta per le scene all'interno del casinò e per le strade di Las Vegas.
Il film fu realizzato con un costo di 12,5 milioni di dollari, circa 1,3 milioni oltre il budget stabilito.

### Sceneggiatura
Sebbene gli unici sceneggiatori accreditati siano Robert Garland e Paul Gaer, alcuni articoli pubblicati dal Los Angeles Times nel 1978 affermarono che Carol Sobieski aveva riscritto una stesura precedente di Gaer e Walter Bernstein e citarono Alvin Sargent come revisore della sceneggiatura finale durante la produzione.
In un articolo del New York Times del 4 gennaio 1980 Sydney Pollack affermò che, nelle prime bozze, era previsto che Sonny Steele rapisse il cavallo con l'intenzione di chiedere un riscatto anziché allo scopo di liberarlo.

### Cast
Sebbene le note di produzione menzionassero che il ruolo di Hallie Martin era stato creato pensando a Jane Fonda, secondo quanto riportato all'epoca da The Hollywood Reporter e Daily Variety furono prese in considerazione anche Jill Clayburgh e Diane Keaton.
Il cavaliere elettrico segnò il debutto cinematografico per il cantautore e chitarrista country Willie Nelson. Il suo ruolo, che inizialmente consisteva in tre sole righe di sceneggiatura, fu ampliato dopo che Sydney Pollack vide la naturalezza di Nelson davanti alla telecamera.

### Riprese
Le riprese iniziarono il 1º novembre 1978 a Las Vegas (le sequenze iniziali sono ambientate nel Caesars Palace) e dopo la pausa natalizia la lavorazione riprese nella città di St. George nel sud dello Utah per sei settimane. Secondo quanto riportato da The Salt Lake Tribune il 28 gennaio 1979, l'ambientazione originale doveva essere il Nuovo Messico, ma Robert Redford insistette per trasferire la storia nello Utah, vicino al suo Sundance Mountain Resort. Tra le location furono utilizzate anche la ghost town di Grafton nel Parco nazionale di Zion e lo Snow Canyon State Park. Altre riprese furono effettuate a Santa Clarita in California e negli Universal Studios.

## Colonna sonora
La colonna sonora fu inizialmente pubblicata dalla Columbia Records nel dicembre 1979. Il lato A includeva brani cantati da Willie Nelson mentre sul lato B erano presenti tracce scritte dal compositore Dave Grusin. Nel 1987 è uscita anche in versione CD.
Il brano My Heroes Have Always Been Cowboys fu pubblicato da Willie Nelson come 45 giri e il 3 agosto 1980 raggiunse il 1º posto della Billboard Hot Country Songs, restando in classifica per 14 settimane. In precedenza anche Mammas Don't Let Your Babies Grow Up to Be Cowboys, duetto con Waylon Jennings estratto dall'album Waylon & Willie del 1978, aveva raggiunto la vetta della classifica.

### Tracce
Lato A
1. Midnight Rider – 2:41 (G. Allman, R.K. Payne)
2. My Heroes Have Always Been Cowboys – 3:02 (S. Vaughn)
3. Mammas Don't Let Your Babies Grow Up to Be Cowboys – 3:25 (E. Bruce, P. Bruce)
4. So You Think You're a Cowboy – 2:16 (W. Nelson, H. Cochran)
5. Hands on the Wheel – 2:48 (W. Callery)

Lato B
1. Electro-Phantasma – 5:00 (D. Grusin)
2. Rising Star (Love Theme) – 2:32 (D. Grusin)
3. The Electric Horseman – 3:42 (D. Grusin)
4. Interlude-Tumbleweed Morning – 0:29 (D. Grusin)
5. Disco Magic – 5:00 (D. Grusin, P. Austin)
6. Freedom Epilogue – 2:11 (D. Grusin)

## Promozione
Sebbene per la campagna promozionale la Columbia Pictures fece affidamento sul potenziale delle radio di musica country e organizzò diverse conferenze stampa alla presenza di Willie Nelson, lo studio non volle che il film fosse percepito come un western, genere che a partire dal decennio precedente si era rivelato tutt'altro che redditizio. Come riportato dal settimanale The Village Voice l'11 febbraio 1980, il produttore Ray Stark aveva impostato la campagna sul titolo "Redford-Fonda-Electric", per evidenziare il romanticismo della storia e distogliere l'attenzione dalla parola "Cavaliere".

## Distribuzione
Dopo una proiezione benefica avvenuta il 12 dicembre 1979 al Plitt's Century Plaza Theatre di Los Angeles, a favore della Women's Guild del Cedars Sinai Medical Center, la première nazionale si tenne il 16 dicembre 1979 al Loews Astor Plaza Theatre di New York e il film fu distribuito negli Stati Uniti a partire dal successivo 21 dicembre.

### Data di uscita
- 21 dicembre 1979 negli Stati Uniti e in Canada (The Electric Horseman)
- 6 marzo 1980 in Italia (Il cavaliere elettrico)
- 13 marzo nel Regno Unito (The Electric Horseman)
- 19 marzo in Svezia (Den självlysande ryttaren)
- 28 marzo in Australia (The Electric Horseman)
- 3 aprile in Germania Ovest (Der elektrische Reiter)
- 4 aprile in Finlandia (Valaistu ratsumies)
- 17 aprile nei Paesi Bassi (The Electric Horseman)

- 19 aprile in Giappone (出逢い)
- 1º maggio in Spagna (El jinete eléctrico)
- 15 maggio in Colombia (El jinete eléctrico)
- 22 maggio in Belgio (De elektrische ruiter)
- 11 luglio in Danimarca (Den lysende rytter)
- 26 luglio in Portogallo (O Cowboy Eléctrico)
- 8 gennaio 1981 in Perù (El jinete eléctrico)
- 13 febbraio in Germania Est (Der elektrische Reiter)

### Edizioni home video
La prima edizione in VHS è quella MCA Home Video del 1985, mentre nel 1998 il film è stato distribuito in DVD dalla Image Entertainment, con una modifica nella colonna sonora originale. Il brano finale Freedom Epilogue è stato infatti sostituito da My Heroes Have Always Been Cowboys, già presente durante i titoli di testa. Nella versione DVD della Universal del 2003 entrambi i brani sono stati rimossi e sostituiti con una traccia strumentale eseguita con l'armonica.

## Accoglienza

### Incassi
Negli Stati Uniti i risultati al box office furono inizialmente deludenti, con incassi che dopo una settimana ammontavano a poco meno di 6,5 milioni di dollari. Nelle settimane successive, tuttavia, grazie soprattutto all'effetto del passaparola il film cominciò a decollare e finì per incassare complessivamente 61,8 milioni di dollari, risultando uno dei maggiori successi usciti nel 1979.

### Critica
Il sito Rotten Tomatoes riporta il 64% di recensioni professionali con giudizio positivo mentre il sito Metacritic assegna al film un punteggio di 64 su 100 basato su 9 recensioni, indicando un giudizio generalmente favorevole.
Alla sua uscita i giudizi della critica furono misti. Il critico Vincent Canby lo giudicò «la migliore commedia romantica americana del 1979», mentre Roger Ebert scrisse sul Chicago Sun-Times che se Il cavaliere elettrico aveva un difetto, stava «nel fatto che il film è così caldo e accogliente che difficilmente riesce ad essere elettrizzante... Sydney Pollack ci offre un intrattenimento solido, ma non corre rischi e probabilmente non aveva intenzione di farlo. È la scelta ideale per dirigere Redford e Fonda».
Anche il critico Jack Kroll sottolineò sul Newsweek la prova dei due attori, giudicati «nella loro forma più dorata, etica e sexy. Questa capacità di rendere l'onestà così seducente, elegante e disinvolta è ciò che rende Il cavaliere elettrico un film così dolce e accattivante». Secondo la rivista Variety, i due protagonisti non erano riusciti a creare «le scintille romantiche che ci si potrebbe aspettare», tuttavia «la loro drammatica professionalità salva Il cavaliere elettrico e lo rende un film commovente ed efficace prima che scorrano i titoli di coda».
Particolarmente duro fu il giudizio di Gary Arnold, che sul Washington Post scrisse: «Redford e Fonda non hanno bisogno di comprare un regalo di Natale per quest'anno. Hanno già realizzato un film pensato per ricoprirsi a vicenda di ghirlande di autocelebrazione».
In Italia, dove il film uscì nel marzo del 1980, Gian Luigi Rondi scrisse sul Tempo: «I personaggi sono disegnati a tutto tondo, non solo il protagonista, ma quelli del suo clan e poi, via via, i suoi oppositori; le baracconate di Las Vegas sono messe in scena addirittura a graffi (con gli abituali toni aggressivi di Pollack quando fa polemica sull'American way of life) e almeno l'avvio della nostalgia western con quell'incontro del cow boy e del cavallo al di fuori dei loro ambienti naturali, ha echi ed accenti di emozione sincera. Con il contributo, ovviamente, di due interpreti come Robert Redford e Jane Fonda, anche se da entrambi ci si poteva attendere di più». Il critico Claudio G. Fava apprezzò invece sia la prova di Jane Fonda («un talento d'una acutezza e d'un autocontrollo ormai favolosi, degni di quello grandissimo, e pur difficilmente superabile, di suo padre Henry Fonda»), sia quella di Robert Redford che aveva ritrovato «una naturale completezza di registri, come sempre del resto quando lavora con Pollack. Reford appare pienamente a suo agio, molto tradizionale nell'approccio, nel gestire cauto, nell'atteggiamento che rinvia, anch'esso, a tanti illustri precedenti».